# Антипатр Етес
Антипатр III Етес (дав.-гр. Ἀντίπατρος Ἐτησίας; д/н — після 259 до н. е.) — цар Македонії у 279 роках до н. е. Також вважається Антипатром II, позаяк його діда Антипатра, який був лише регентом, не вважають царем.

## Життєпис
Походив з династії Антипатридів. Син Філіппа, сина регента Антипатра. Про нього відомо замало. У 279 році до н. е. в розпал розгардіяшу в Македонії, викликаного вторгненням кельтів, влаштував змову проти царя Мелеагра I, який не зміг організувати опір супротивнику.
Поваливши Мелеагра, став царем. Невдовзі дістав прізвисько Етес, що значить сухий вітер та погану погоду. Це пов'язано з погіршенням політичної ситуації внаслідок успіхів кельтів. Антипатр Етес також не зміг протидіяти кельтам, що сплюндрували всю Македонію. Через 45 днів панування Антипатра було повалено стратегом Сосфеном.
Спочатку Антипатр Етес воював у війську Лісімаха, 277 року до н. е. протистояв Антигону II Гонату, але зазнав поразки, потім перебрався до Єгипту. Остання згадка про нього відноситься до 259 року до н. е, коли він підтримав кандидатуру єгипетського царя Птолемея III як претендента на трон Македонії. Подальша доля невідома.